# Martha Julia
Martha Julia López Luna  (Culiacán Rosales, Sinaloa , Mexikó, 1973. február 24. –) mexikói színésznő.

## Élete és pályafutása
1973. február 24-én született Culiacánban. 
1995-ben az El Premio Mayor-ban debütált, mint Consuelo. 1997-ben a Salud, dinero y amor című telenovellában kapott szerepet. 2001-ben a Szeretők és riválisok epizódjaiban Margaritát alakította. 2002-ben a Las vías del amor című telenovellában Sandrát, 2003-ban a Luciana y Nicolás-ban Lorenát, 2005-ben a La Madrastrában Ana Rosa Márquezt alakította. Ugyanebben az évben Miamiba utazott, ahol a Sosem feledlek-ben szerepelt Lucreciaként. 
2007-ben a Szerelempárlat című telenovellában Isadora Duarte de Montalvo szerepét kapta meg. Ebben a filmben együtt játszott Angélica Riverával, Eduardo Yanezszel és Ana Patricia Rojóval is. 2008-ban szerepelt az Alma de Hierró, 2010-ben a Niña de mi Corazón és a Időtlen szerelem című sorozatokban. 

## Magánélete
Van egy Ricardo nevű fia egy korábbi kapcsolatából. 2013-ban bejelentette, hogy ismét várandós. 2014-ben megszületett kislánya, Isabella.

## Filmográfia
| Év        | Cím                          | TV stúdió                | Szerep             | Magyar hang     | Megjegyzés       |
| --------- | ---------------------------- | ------------------------ | ------------------ | --------------- | ---------------- |
| 2024–2025 | Keserű szerelem              |                          | Magdalena Murray   | Hámori Eszter   |                  |
| 2023      | Tierra de esperanza          |                          | Adriana            |                 |                  |
| 2023      | Mi camino es amarte          |                          | Marisol            |                 |                  |
| 2022      | A mostoha                    | Televisa                 | Florencia Linares  | Hámori Eszter   |                  |
| 2021      | Diseñando tu amor            |                          | Patricia           |                 |                  |
| 2021      | La mexicana y el güero       |                          | Vanessa            |                 |                  |
| 2019      | The Club                     |                          | Regina             |                 |                  |
| 2018      | Por amar sin ley             |                          | Denise             |                 |                  |
| 2017      | En tierras salvajes          | Televisa                 | Alba               |                 | Negatív szereplő |
| 2017      | La candidata                 | Televisa                 | Jessica            |                 | Mellékszereplő   |
| 2015–2016 | Ne hagyj el!                 | Televisa                 | Ileana             | Zakariás Éva    | Negatív szereplő |
| 2013–2014 | Por siempre mi amor          | Televisa                 | Gabriela           |                 | Mellékszereplő   |
| 2012–2018 | Como dice el dicho           |                          | Különböző szerepek |                 |                  |
| 2012–2022 | Könnyek királynője           | Televisa                 | Flor               | Závodszky Noémi | Negatív szereplő |
| 2012      | Por ella soy Eva             | Televisa                 | Samantha           |                 | Vendégszereplő   |
| 2010–2011 | Időtlen szerelem             | Televisa                 | Marina Sepúlveda   | Makay Andrea    | Vendégszereplő   |
| 2010      | Niña de mi corazón           | Televisa                 | Tamara             |                 | Negatív szereplő |
| 2008–2009 | Alma de hierro               | Televisa                 | Patricia 'Paty'    |                 | Mellékszereplő   |
| 2007      | Szerelempárlat               | Televisa                 | Isadora            | Csampisz Ildikó | Negatív szereplő |
| 2006      | Sosem feledlek               | Venevisión International | Lucrecia           | Németh Judit    | Negatív szereplő |
| 2005      | A mostoha                    | Televisa                 | Ana Rosa Márquez   | Solecki Janka   | Negatív szereplő |
| 2003–2004 | Luciana y Nicolás            | América Televisión       | Lorena             |                 | Negatív szereplő |
| 2002–2003 | A szerelem ösvényei          | Televisa                 | Sandra             | Böhm Anita      | Mellékszereplő   |
| 2001–2002 | Mujer, casos de la vida real |                          | Különféle szerepek |                 |                  |
| 2001      | Szeretők és riválisok        | Televisa                 | Margarita          | Zsigmond Tamara | Vendégszereplő   |
| 1997–1998 | Salud, dinero y amor         | Televisa                 | Consuelo           |                 | Negatív szereplő |
| 1995–1996 | El premio mayor              | Televisa                 | Consuelo           |                 | Negatív szereplő |